# Mogoșești (okręg Vâlcea)
Mogoșești – wieś w Rumunii, w okręgu Vâlcea, w gminie Stoenești. W 2011 roku liczyła 316 mieszkańców.